# Селище (гміна)
Гміна Селище (пол. Gmina Siedliszcze) — сільська гміна у східній Польщі. Належить до Холмського повіту Люблінського воєводства.
Станом на 31 грудня 2011 у гміні жило 7047 осіб.

## Площа
Згідно з даними за 2007 рік площа гміни становила 153.90 км², у тому числі:
- орні землі: 85,00%
- ліси: 3,00%

Отже площа гміни становить 8,65% площі повіту.

## Населення
Станом на 31 грудня 2011:
| Опис     | Загалом | Загалом | Чоловіки | Чоловіки | Жінки | Жінки |
| -------- | ------- | ------- | -------- | -------- | ----- | ----- |
| одиниця  | осіб    | %       | осіб     | %        | осіб  | %     |
| все      | 7047    | 100     | 3488     | 49.50    | 3559  | 50.50 |
| міське   | 0       | 100     | 0        |          | 0     |       |
| сільське | 7047    | 100     | 3488     | 49.50    | 3559  | 50.50 |

## Сусідні гміни
Гміна Селище межує з такими гмінами: Вербиця, Мілеюв, Пухачув, Рейовець-Фабричний, Травники, Холм, Цицув.

## Історія
Згідно з даними Варшавського статистичного комітету у 1909 р. у гміні жило 10,4 тис. осіб, у тому числі 15,5% православних та 64,2% римо-католиків (у 1905 р. було 42,3% православних та 33,5% римо-католиків).